# Salakmotorozás
A salakmotorozás, angol kifejezéssel speedway egy ausztrál vagy amerikai eredetű technikai sportág, amelyen általában 4 versenyző küzd egyidejűleg egy ovális, vörös salakkal felszórt pályán, az óra járásával ellentétesen.
Később ebből a sportágból fejlődött ki a jégmotorozás, a hosszúpályás salakmotorozás, valamint van füves változata is.
Jelenleg több nemzetközi és országos versenysorozat is létezik. A két legismertebb sorozat a világkupa és a Grand Prix, utóbbi 1995-ben lépett a világbajnokság helyébe.
A legnagyobb presztízsű országos bajnokságokat Kelet- és Közép-Európában, Lengyelországban, Dániában, Svédországban, valamint Nyugat-Európában az Egyesült Királyságban rendezik.

## Története
A sportág eredetéről kétségesek az információk. Évtizedekig egy 1923. december 15-i Maitlandben megtartott ausztrál versenyt tekintettek a legelsőnek, azonban néhány éve kiderült, hogy már jóval az első világháború előtt is rendeztek ilyen versenyeket mind Ausztráliában, mind az USA-ban. Egy Don Johns-ként ismert versenyzőről már biztosan szólnak a feljegyzések 1914 előttről. A korabeli feljegyzések szerint a pilóta az egész verseny során „megdöntött motorral versenyzett, nagy port és törmeléket felverve minden egyes kanyarban”. Később az ő stílusát alkalmazták amerikai pályákon olyan versenyzők, mint Albert "Shrimp" Burns, Maldwyn Jones vagy Eddie Brinck, még jóval 1923 előtt. Ekkor a versenyeket „rövidpályás versenyzés”-nek hívták. Az Európában úttörőnek számító britek első versenyére 1928. február 19-én került sor High Beechen. Bár már 1927-ben is rendeztek ilyen jellegű versenyt Camberleyben és Droylsdenben, azért az 1928-ast tekintik elsőnek, mert az volt az első, amely az óra járásával ellentétes irányban zajlott, míg az 1927-esek még annak megfelelően. 1928 áprilisában már megjelentek a fék nélküli motorok a pályákon, április 9-én pedig a Celtic Parkban megrendezték az első teljesen professzionális versenyt is. Az első walesi versenyt Cardiffban rendezték ugyanebben az évben.
A 20-as évek végének legsikeresebb versenyzője az ausztrál Colin Stewart volt, aki az 1928-29-es szezonban elnyerte a Silver Gauntlet elnevezésű trófeát is, amelyet az a versenyző nyerhetett el, aki legalább tíz versenyen az élen végzett a szezon során. Neki ez 12-szer sikerült. Nemzetközi szinten is sikeres versenyzőnek számított, versenyzett a Southampton Saints és a Glasgow Tigers csapatában is, utóbbinak kapitánya volt. 1931-ben rövid ideig versenyzett a Wembley Lions színeiben a skót bajnokságban is, amelyet egyébként csapattársa, Harry Whitfield nyert meg.
1929-ben hozták létre a világbajnokság elődjét, a Star Riders’ Championshipet, amelyet rögtön kétfelé osztottak azzal az indokkal, hogy a brit versenyzők nem tudják még felvenni a versenyt ausztrál és amerikai vetélytársaikkal. A tengerentúli csoport győztese Frank Arthur lett, míg a brité Roger Frogley. A következő évben már csak egy csoportban zajlottak a küzdelmek, a győztes pedig Vic Huxley lett.

## Sebesség

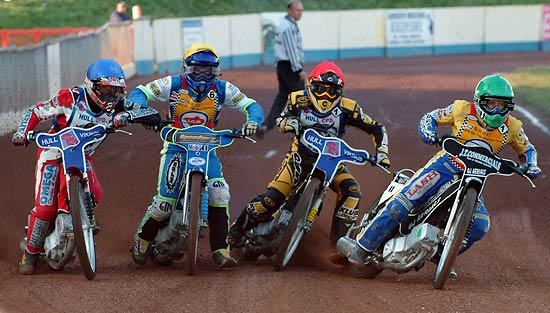
Egy verseny rajtja

Minden pálya 260 és 425 méter közötti hosszúságú, és nagyjából egy percbe telik megtenni rajtuk egy kört. Például Leigh Adams egy 325 méteres pályát 59 másodperc alatt tett meg, ami 83 km/órás átlagsebességet jelent. Egyenes szakaszokon a motorok akár 110–115 km/órás sebességre is képesek felgyorsulni.
A motoroknak nagyjából 1-1,5 másodpercet vesz igénybe a kanyarsebesség elérése (60–70 km/óra) 100 kilométer/órára pedig 2,5-3 másodperc alatt gyorsulnak.
A rajt nagyon fontos eleme a versenyeknek, egy jól vagy rosszul elkapott pillanat versenyek sorsáról dönthet. Az előfutamok során véletlenszerűen osztják ki a rajthelyeket (nemzetközi versenyeken piros, kék, fehér, sárga), a döntőkben viszont a versenyzők maguk dönthetnek a starthelyről. A rajt utáni helyezkedés miatt a legkedveltebb starthelyek a piros és a kék, ezek vannak a pálya belső oldalán.

## Pálya

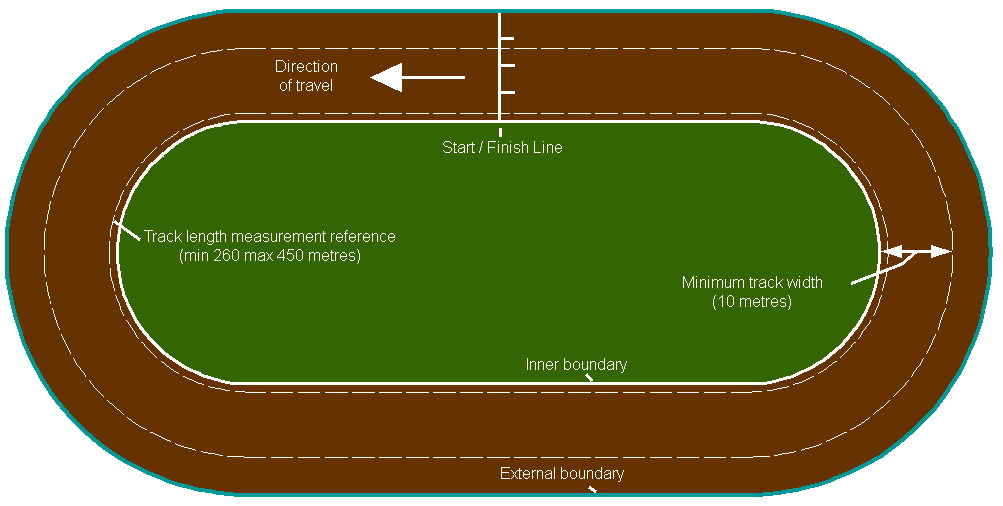
Egy általános pálya rajza

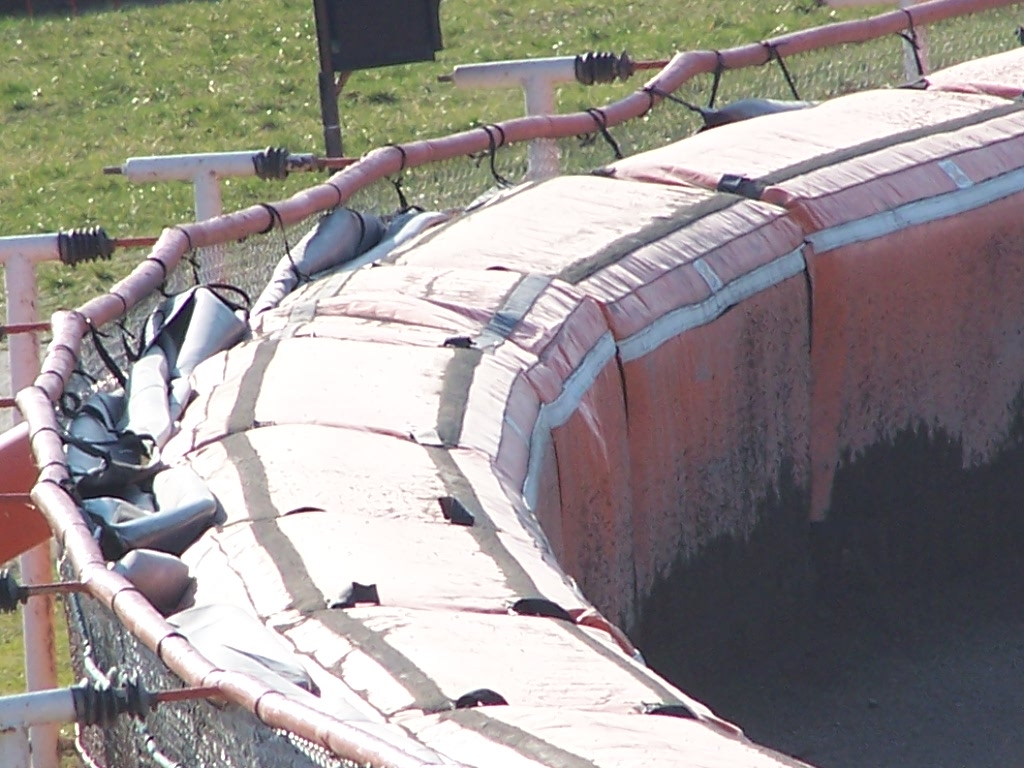
Egy védőfal

A nemzetközi versenyeken használt pályákra vonatkozó előírásokat és azoknak betartását a FIM szabályozza. Minden pálya két egyenesből és két félkörből áll, a kanyarok nem döntöttek. A pályák 260 és 425 méter közötti hosszúságúak.
Az egyik egyenes nagyjából felénél helyezkedik el a fehér startvonal, ahol egymástól egyenlő távolságra helyezkedik el a mindenkori négy versenyző, valamint a belső, füves részen a rajtgép. A pályák minimum szélessége egyenesekben 10 méter. Ez a szélesség biztosítja a biztonságos versenyzéshez szükséges minimum helyet. A rajtgépek egyszerű rugós szerkezetek, amik a start pillanatában két vagy három sor szalagot emelnek fel a versenyzők elől, ekkor kezdődhet a verseny. A pályák mellett kell lennie egy garázsnak, vagy a pályaversenyekhez hasonló boxnak, a helyszín csak ebben az esetben kaphat licencet.

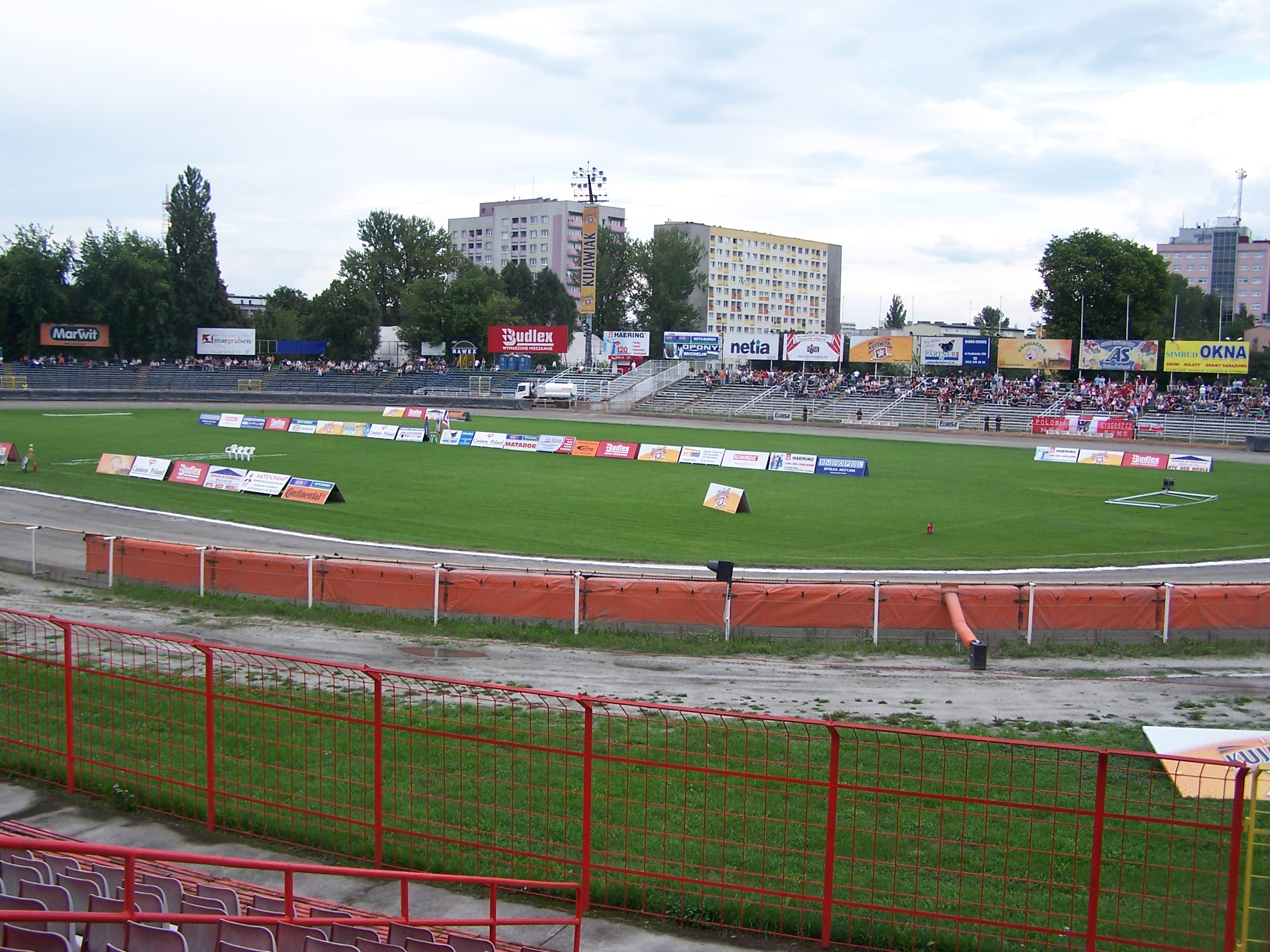
A lengyel Polinii Bydgoszcsz stadion salakmotor-pályája

A pályák talaja négy részből áll. A legfelső rész általában agyagpala-, gránit- vagy tégladarabok, esetleg olyan egyéb, laza és szemcsés anyag, amelynél a szemcsék egyike sem nagyobb 7 mm-nél. Ezt a réteget használják a versenyzők a kanyarokban az erőcsúsztatásra, amely során igyekeznek a lehető legtöbbet megtartani az egyenesben elért sebességükből. A pálya legfelső rétegét ha kell, többször is újralocsolják, egyrészt a versenyzők miatt, ha túl száraz lenne a pálya, valamint a nézőket megvédendő a portól. A pálya felületét időnként elegyengetik, a versenyeken esetleg kialakuló nyomvonalak megszüntetése érdekében.
A biztonsági előírások szerint kötelező egy drót- és egy fakerítés a pálya körül. Ezen felül egy légzsákokra emlékeztető elemekből álló gumifal adja a fő védelmet a versenyzőknek az esetleges balesetek után. Ezek a légzsákszerű panelek az eséskor keletkező energiák egy részét hivatottak elnyelni, tompítva ezzel a becsapódást. Ez a gumifal még nem mindenhol kötelező, azonban a Grand Prix-n és a világkupán, valamint a brit és lengyel bajnokságban előírás ennek használata.

## Motorok

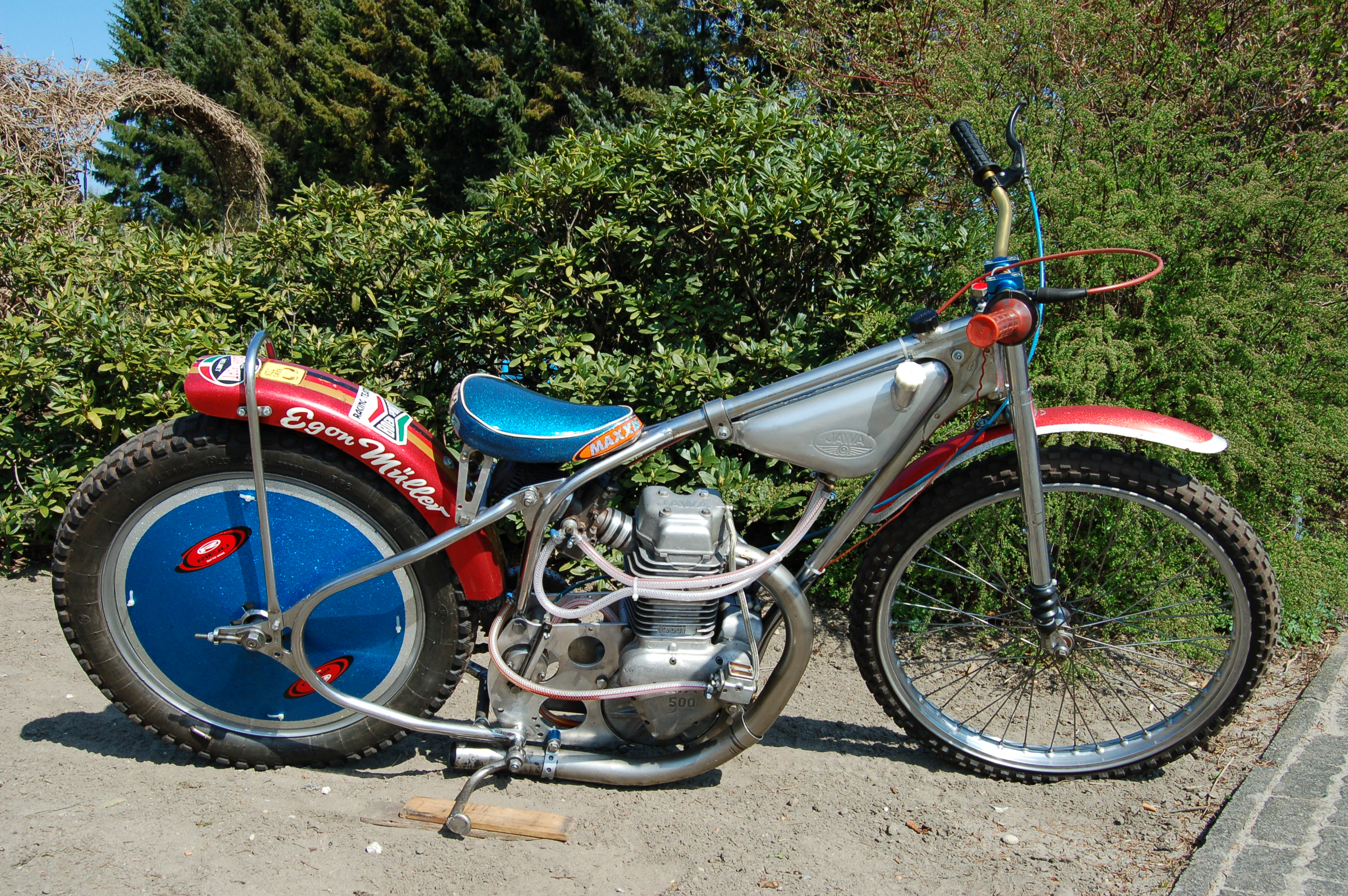
Az 1983-as világbajnok Egon Müller 500 köbcentiméteres Jawája

A motorok jellemzőit ugyancsak a FIM szabályozza, a szabálykönyv technikai szabályok-szakaszánál. Korábban a motorok erőforrása felül helyezkedett el, azonban mára a legtöbb versenyző járművében alul, ugyanis elmondásuk szerint ezeket a motorokat könnyebb kezelni. A motoroknak nincs fékje, csak egy sebességük van, az üzemanyaguk pedig metanol kell, hogy legyen. A minimumsúly 77 kg.

## A versenyek lebonyolítása

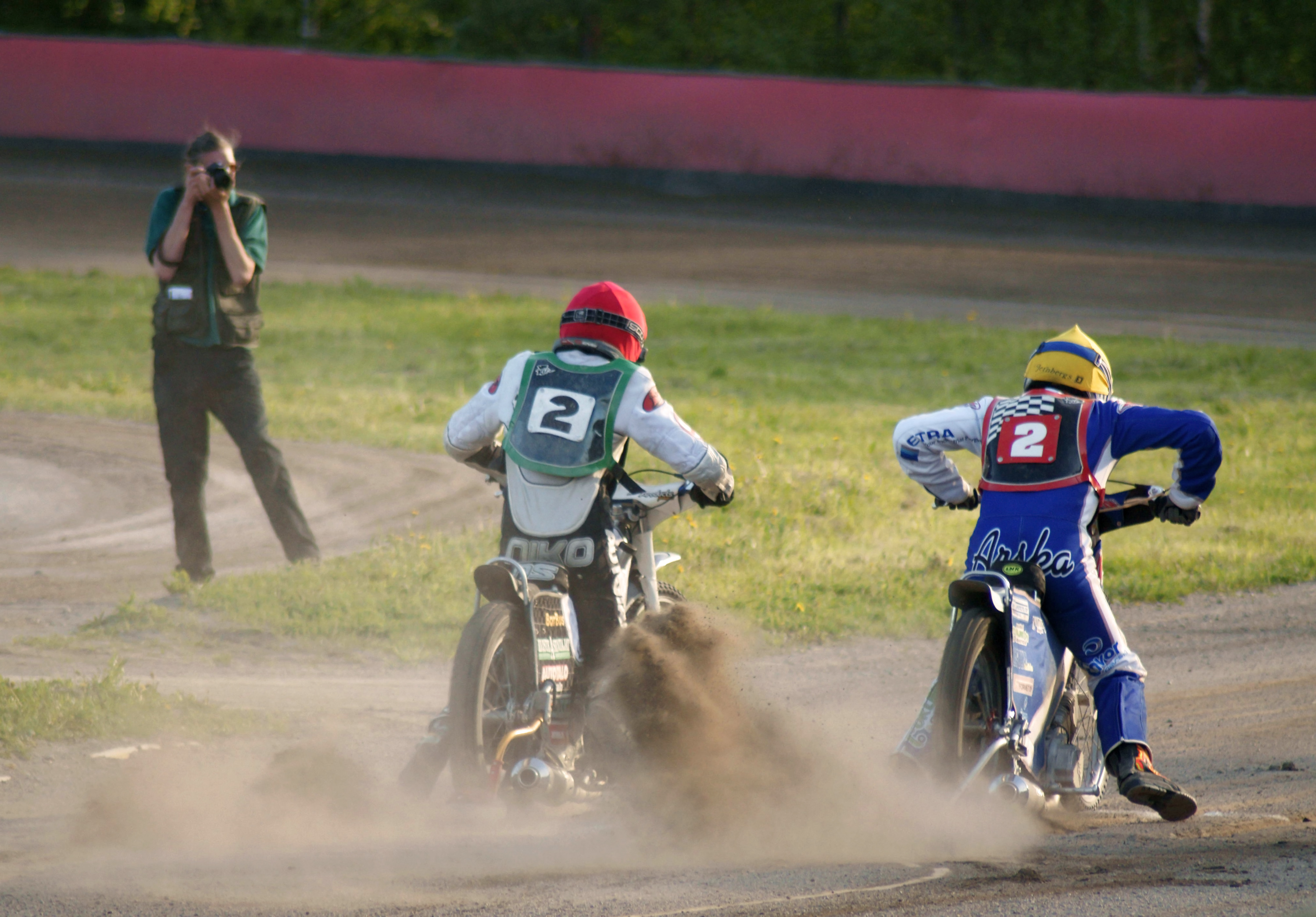
Versenyzők a startnál.

A versenyeken négy versenyző áll egyszerre rajthoz. A verseny álló helyzetből indul. A pilóták különböző színű sisakokban versenyeznek, ezek a pálya belsejétől kifelé haladva: piros, kék, fehér, sárga/fekete. Szélesebb pályák esetén előfordul, hogy hat versenyző áll rajthoz a döntőkben, ebben az esetben a verseny is hat körös. A pilótáknak saját erejükből kell eljutni a rajtgéphez, ehhez semmilyen külső segítséget nem vehetnek igénybe. A rajtvonal mögött négy egyenlő méretű hely van, ide sorakozik fel egy vonalba a négy induló.
Az, aki nincs ott a rajt előtt észszerű időn belül, általában a kizárás sorsára jut, bár brit versenyeken előfordul, hogy ezek a versenyzők tizenöt méteres hátránnyal mégis elrajtolhatnak, illetve adott esetben helyettesíthetők egy tartalékkal. A rajtgéphez állás végső határideje általában két perc, ezt legtöbbször csengő, villogó lámpa vagy egy digitális óra jelzi.
A rajtgép egy egyszerű rugós szerkezetből és a rajt pillanatában az ez által felrántott legalább két szalagból áll. A versenyzőknek a szalagoktól legalább 10 centiméterre kell megállniuk rajt előtt, nem hozzáérve azokhoz. A szalagokhoz hozzáérés általában kiugrásokkor szokott előfordulni, ekkor a legtöbb esetben kizárás jár, kivéve a brit versenyeken a már említett szankciókat. A verseny a szalagok felcsapódása után indul, ekkor a pályán az óra járásával ellentétes irányban haladnak. A versenytáv négy kör. Ha a pálya lehetőségei megengedik, és hat versenyző állhat rajthoz, akkor a versenytáv is hat körre módosul.
A verseny ideje alatt ugyancsak nem vehetnek igénybe a versenyzők semmilyen külső segítséget, nem úgy, mint a kezdetekkor, amikor segítők megtolhatták a motort induláskor.

## Pontozás
A pontozás egy rendkívül egyszerű rendszer szerint történik: az első helyezett három, a második két, a harmadik egy pontot kap, az aktuális futam utolsó helyezettje semmit. A rendkívül ritkán előforduló holtverseny esetén a két versenyző azonos pontszámot kap. Ha ez a holtverseny az első helyen történt, akkor a két pilóta két-két egységgel lesz gazdagabb, ha a másodikon, akkor egyet-egyet kapnak.
Világkupán és Grand Prix-versenyeken a mezőny hátsó részében található versenyzők élhetnek Joker-lehetőségükkel, vagyis azon a futamon dupla pontszámért mehetnek.
| Pontozás 4 versenyző esetén |      |
| #                           | Pont |
| 1.                          | 3    |
| 2.                          | 2    |
| 3.                          | 1    |
| 4.                          | 0    |

## Nemzetközi versenysorozatok
Már a 30-as évektől rendeznek különböző nemzetközi tornákat. A jelenleg futó legjelentősebb egyéni versenysorozat, a Grand Prix 1995-ben lépett a világbajnokság helyébe. Itt a jelenlegi címvédő az amerikai Greg Hancock, aki 1997 után szerzett ismét világbajnoki címet. A két legsikeresebb versenyző – hat-hat győzelemmel – a svéd Tony Rickardsson és az új-zélandi Ivan Mauger. Ove Fundin ötször, Hans Nielsen négyszer, Erik Gundersen és Jason Crump pedig három-három alkalommal végzett az élen.
A világkupa egy ugyancsak évenként megrendezett esemény, amelyen az egyes országok csapatai vesznek részt. A címvédő és egyben legsikeresebb csapat Lengyelország.
1970-től 1993-ig létezett a páros világbajnokság is, ez 1994-ben egyesült a világkupa korábbi változatával.

## A salakmotorozás az egyes országokban

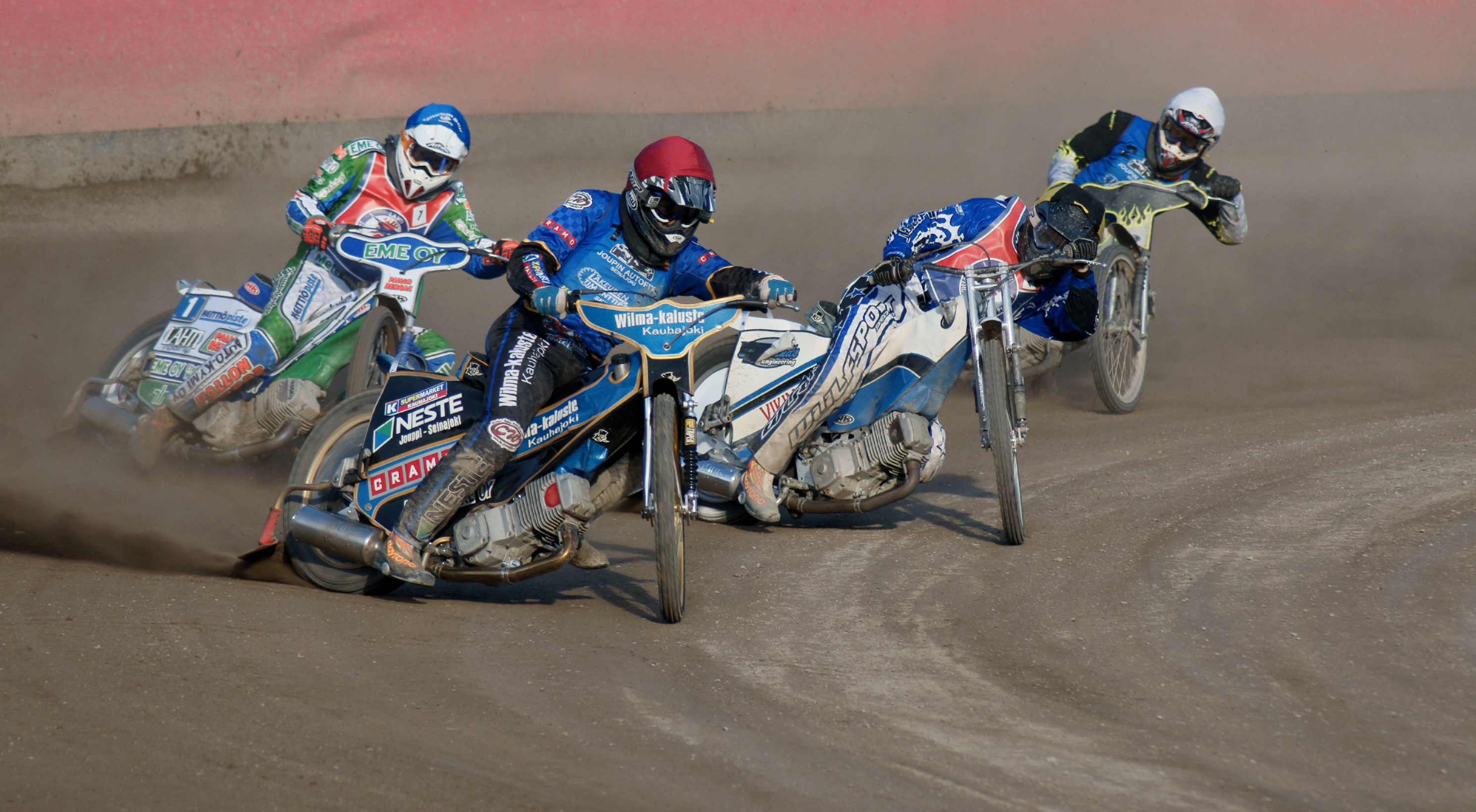
Finn versenyzők egy Yyteriben rendezett versenyen.

A legtöbb európai országnak megvan a saját nemzeti bajnoksága, adott esetben több osztállyal, illetve csoporttal. Az egyes bajnokságban szereplő csapatok versenyzőik után kapnak pontokat, majd ezután egy, inkább a labdás sportokhoz, mint például az F1-hez hasonló tabella alakul ki. Egy szezon legtöbbször körmérkőzéses rendszerben bonyolódik, vagyis minden csapat összecsap minden csapattal, egyszer saját pályáján, egyszer idegenben. Egy versenyhétvégén általában két egyesület találkozik, amelynek két-két versenyzője versenyez egymással. A legtöbb helyen egy versenyhétvége során 15 futamot rendeznek, ezalatt mindegyik versenyző négy vagy öt alkalommal versenyezhet. A legtöbb bajnokság playoff-fal ér véget, amely a bajnoki cím sorsát hivatott eldönteni, valamint létezik feljutás és kiesés is a bajnokoknál, illetve a szezon leggyengébb csapatainál. Több országban létezik egy vagy több, egyenes kieséses rendszerű kupasorozat is, ugyancsak hasonlóan például a labdarúgáshoz.
Európa legnevesebb salakmotor-bajnokságai a lengyel, a dán, a svéd és a brit. Egy szezon általában márciustól kora, illetve késő őszig tart. Egyfajta „másodosztálynak” számít például a szlovén, az amerikai, az orosz, az olasz, az ausztrál, a cseh vagy a finn bajnokság. Az igazán nagynevű bajnokságokban a versenyzők viszonylag magas fizetést kapnak, a kisebb sorozatokban, valamint az alacsonyabb osztályokban azonban a pilóták legtöbbször amatőr státuszúak.

### Egyesült Királyság
Jelenleg három brit bajnokság létezik, ezek közül a legmagasabb osztály az Elite League. A másod-, illetve a harmadosztály neve Premier League és National League.

### Lengyelország

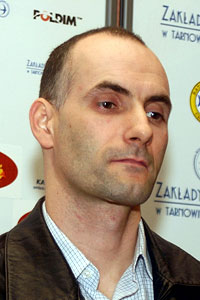
Tomasz Gollob, az egyik legsikeresebb lengyel versenyző, 2010 világbajnoka

A salakmotorozás az egyik legnépszerűbb sport Lengyelországban, minden más sportágnál nagyobb átlagnézőszámmal bír. A versenyek szervezője a GKSŻ (Główna Komisja Sportu Żużlowego), amely a PZM, vagyis a lengyel Motorsport-szövetség egyik szakosztálya. A PZM tagja az UEM-nek (Union Européenne de Motocyclisme), vagyis az európai motorsport-szövetségnek. Versenyeket már a 30-as évek óta rendeznek, a szervezett bajnokság 1948-ban született meg.
A csapatversenyben három osztály létezik, az Ekstraliga, az első, valamint a másodosztály, utóbbi kettő nevével ellentétben a másod-, és harmadosztálynak felel meg. A csapatversenyeken kívül rendeznek egyéni és páros versenyeket is.
A két legismertebb lengyel versenyző Jerzy Szczakiel és Tomasz Gollob, akik mindketten világbajnoki címet szereztek, előbbi 1973-ban, utóbbi 2010-ben. Rajtuk kívül mind egyéni, mint csapatszinten értek már el a lengyel versenyzők komoly sikereket, a felnőttmezőnyben és az utánpótlás-korosztályban egyaránt.

### Svédország
Az egységes svéd bajnokság 1948-ban jött létre, a rendszer pedig teljes egészében a brit lemásolása volt, ez a hatás pedig akkora volt, hogy nem csak a liga rendszerére, hanem a csapatok neveire is kihatott.
A legmagasabb osztály ma az Elitserien, amely 1982-ben lépett az Allsvenskan helyébe, amely azóta így csak másodosztályként funkcionál. Előbbiben 10, utóbbiban hét csapat vesz részt. Az első osztály legjobb négy csapata egy egyenes kieséses rendszerű playoff során (elődöntők, döntő) dönti el a bajnoki cím sorsát. Amennyiben a másodosztály győztes csapatának megvannak az infrastrukturális lehetőségei, beadhatja nevezését az első osztályba.
Létezik egyéni bajnokság, ahol tizennyolc pilóta küzd meg egymással a végső győzelemért.
A legsikeresebb svéd versenyző magasan Tony Rickardsson, aki hatszor is világbajnoki címet ünnepelhetett. Jelenleg olyan svéd nevek színesítik a mezőnyt, mint a színes bőrű Antonio Lindbäck, Andreas Jonsson vagy Fredrik Lindgren.

### Dánia
A dán salakmotor-versenyek a DMU (Danmarks Motor Union) égisze alatt zajlanak. Az ország olyan versenyzőket adott a sportágnak, mint Ole Olsen, akinek sikere nagyban hozzájárult a salakmotorozás népszerűsítéséhez az országban, ezen kívül három világbajnoki címet is ünnepelhetett, valamint az egymással egyébként semmilyen rokoni kapcsolatban nem álló Nicki és Bjarne Pedersen.
Itt is három osztály van, a legmagasabban áprilistól szeptemberig zajlanak a küzdelmek. Itt hat csapat vesz részt, a versenyeket hagyományosan szerda este rendezik. Nincs kiesés illetve feljutás, a bajnokságba új csapatok csak kérvényezhetik bekerülésüket. A szezon végén rendezik a legjobb öt csapat részvételével az egyversenyes szuperkupát, amelyet mindig az aktuális bajnokcsapat pályáján rendeznek.
A másod- és harmadosztályban főleg amatőrök versenyeznek. A másodosztály maximális létszáma nyolc csapat lehet, az esetleges fennmaradó egyesületek a harmadosztályban indulhatnak.
Az egyéni bajnokságban a nevezők számának nincs felső határa, a mennyiségüktől függ, hogy a bajnokság során egy, vagy két elődöntőt rendeznek. A kiemelt versenyzők egyenesen a döntőbe kvalifikálják magukat. A junior bajnokságban 72 feletti nevezésnél négy, 54 és 71 közötti nevezőnél három negyeddöntőt tartanak, 54-nél kevesebbnél pedig csak a két elődöntőre kerül sor. A legjobb 5 versenyző kvalifikálja magát a junior világbajnokságra.

## Kapcsolódó irodalom
- Jackson, Jeremy. St Austell Speedway: The Early Years 1949-1954. NPI Media Group (2006. május 1.). ISBN 0-7524-3789-5
- Jackson, Jeremy. St. Austell Speedway 1958-1963 Plus the Sidecar Years. J & S Publications (2007. szeptember 1.). ISBN 0-9526419-7-6

## Külső hivatkozások
- A világbajnokság hivatalos honlapja